# VIXX LR

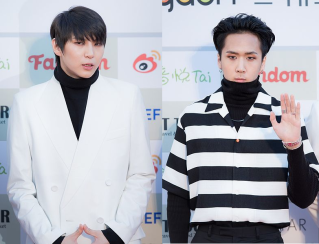
Leo (links) und Ravi (rechts) bei den Gaon Chart K-pop Awards

VIXX LR (koreanisch 빅스 LR) ist die erste Subgruppe der südkoreanischen Boygroup VIXX. Die Gruppe besteht aus dem VIXX-Sänger Leo und VIXX-Rapper Ravi. Sie machten ihr Debüt am 17. August 2015 mit ihrem ersten Mini-Album Beautiful Liar.

## Herkunft des Namens
Der Name VIXX LR ist eine Kombination aus VIXX (koreanisch 빅스 ausgesprochen „Vicks“, Abkürzung für Voice, Visual, Value in Excelsis) und den Initialen der beiden Mitglieder. In einem Interview mit Pops in Seoul erklärten VIXX LR, ihr Name würde ebenso für Left und Right (Links und Rechts) stehen. Es soll bedeuten, dass ihre gegensätzlichen Eigenschaften in Zusammenarbeit Harmonie erzeugen. Darüber hinaus repräsentieren die Buchstaben L und R den ersten und den letzten Buchstaben des Wortes LiaR aus dem Titel ihres Debüt-Mini-Albums Beautiful Liar.

## Geschichte
Am 7. August 2015 veröffentlichte Jellyfish Entertainment einen Videotrailer auf der offiziellen Website von VIXX. Dort war ein mysteriöser Countdown mit der Silhouette des letzten Albums Boys’ Record zu sehen. Als die Zeit abgelaufen war, verschwanden die VIXX-Mitglieder, bis schließlich nur noch Leo und Ravi zu sehen waren. Dies veranlasste die Fans dazu zu vermuten, dass es ein Comeback für alle 6 Mitglieder bedeuten würde. Der Videotrailer von VIXX LR wurde dann veröffentlicht.
Von Jellyfish Entertainment wurde bestätigt, dass VIXX LR die erste Subgruppe von VIXX sei, bestehend aus dem Rapper Ravi und dem Sänger Leo. Ihr Debüt machten sie mit dem Mini-Album Beautiful Liar, das am 17. August 2015 veröffentlicht wurde. Am selben Tag hatten sie ihren ersten Auftritt mit Beautiful Liar in der Yes24 Muv Hall in Mapo-gu, Seoul. Das Duo startete das Promoting für ihr Album am 18. August mit ihrer ersten Debüt Stage Performance in der SBS MTV Musik-Show The Show.
VIXX LR konnte sich in den Billboard World Album Charts und in den South Korean Gaon Album Charts auf Platz 2 platzieren. Am 1. September gewannen sie mit 9,464 Stimmen die SBS MTV Musik-Show The Show. Damit hatten sie nach VIXX mit „Error“ die zweithöchste Anzahl von Stimmen aller Zeiten. Am 4. September 2015 beendete VIXX LR ihre dreiwöchige Promotion-Phase für Beautiful Liar auf dem KBS2 Musik-Programm Music Bank mit einer Goodbye Stage Performance.
Bei den Mnet Asian Music Awards 2015 waren VIXX LR in den Kategorien Best Collaboration and Unit und Song of the Year nominiert. Im Januar 2016 hielten sie ein Konzert in Nagoya, Tokyo und Osaka als Teil ihrer Beautiful Liar Tour in Japan.

## Diskografie

### EPs
| Jahr | Titel Musiklabel                               | Höchstplatzierung, Gesamtwochen, AuszeichnungChartsChartplatzierungen (Jahr, Titel, Musiklabel, Platzierungen, Wochen, Auszeichnungen, Anmerkungen) | Anmerkungen                                                |
| Jahr | Titel Musiklabel                               | KR | Anmerkungen                                                |
| ---- | ---------------------------------------------- | --- | ---------------------------------------------------------- |
| 2015 | Beautiful Liar Jellyfish Entertainment, CJ E&M | KR2 (14 Wo.)KR | Erstveröffentlichung: 17. August 2015 Verkäufe KR: 138.267 |
| 2017 | Whisper Jellyfish Entertainment, CJ E&M        | KR1 (5 Wo.)KR | Erstveröffentlichung: 87. August 2017 Verkäufe KR: 138.267 |

### Kompilationen
| Jahr | Titel Musiklabel                                          | Höchstplatzierung, Gesamtwochen, AuszeichnungChartsChartplatzierungen (Jahr, Titel, Musiklabel, Platzierungen, Wochen, Auszeichnungen, Anmerkungen) | Anmerkungen                           |
| Jahr | Titel Musiklabel                                          | JP | Anmerkungen                           |
| ---- | --------------------------------------------------------- | --- | ------------------------------------- |
| 2018 | Complete LR Jellyfish Entertainment, Victor Entertainment | JP18 (1 Wo.)JP | Erstveröffentlichung: 24. Januar 2018 |

### Singles
| Jahr | Titel Album    | Höchstplatzierung, Gesamtwochen, AuszeichnungChartsChartplatzierungen (Jahr, Titel, Album, Platzierungen, Wochen, Auszeichnungen, Anmerkungen) | Anmerkungen                                                  |
| Jahr | Titel Album    | KR | Anmerkungen                                                  |
| ---- | -------------- | --- | ------------------------------------------------------------ |
| 2015 | Beautiful Liar | KR21 (3 Wo.)KR | Erstveröffentlichung: 2015 Verkäufe KR (Download): + 115.190 |
| 2017 | Whisper        | KR66 (1 Wo.)KR | Erstveröffentlichung: 2015 Verkäufe KR (Download): + 21.968  |

### Weitere Lieder
| Jahr | Titel Album                 | Höchstplatzierung, Gesamtwochen, AuszeichnungChartsChartplatzierungen (Jahr, Titel, Album, Platzierungen, Wochen, Auszeichnungen, Anmerkungen) | Anmerkungen                |
| Jahr | Titel Album                 | KR | Anmerkungen                |
| ---- | --------------------------- | --- | -------------------------- |
| 2015 | Remember Beautiful Liar     | KR29 (1 Wo.)KR | Erstveröffentlichung: 2015 |
| 2015 | Words to Say Beautiful Liar | KR97 (1 Wo.)KR | Erstveröffentlichung: 2015 |
| 2015 | My Light Beautiful Liar     | — | Erstveröffentlichung: 2015 |

### Musikvideos
| Jahr | Titel          |
| ---- | -------------- |
| 2015 | Beautiful Liar |
| 2017 | Whisper        |

## Konzerte
- 2015: VIXX LR Beautiful Liar Showcase
- 2016: VIXX LR 1st LIVE SHOWCASE TOUR Beautiful Liar in Japan

## Auszeichnungen

### Awards und Nominierungen
| Jahr | Award                   | Kategorie                   | Song           | Resultat  |
| ---- | ----------------------- | --------------------------- | -------------- | --------- |
| 2015 | Mnet Asian Music Awards | Best Collaboration and Unit | Beautiful Liar | Nominiert |
| 2015 | Mnet Asian Music Awards | Song of the Year            | Beautiful Liar | Nominiert |
| 2015 | KMC Radio Awards        | Best Sub-unit/Collaboration | Beautiful Liar | Gewonnen  |
| 2015 | KMC Radio Awards        | Song of the Year            | Beautiful Liar | Nominiert |

### Musik-Shows

#### The Show
| Jahr | Datum        | Song           |
| ---- | ------------ | -------------- |
| 2015 | 1. September | Beautiful Liar |